# مارلون دینگر
مارلون دینگر (انگلیسی: Marlon Dinger؛ زادهٔ ۱۶ ژوئن ۲۰۰۱) بازیکن فوتبال اهل آلمان است.
از باشگاه‌هایی که در آن بازی کرده‌است می‌توان به باشگاه فوتبال کارلسروهه اشاره کرد.